# 那尔那茜
那尔那茜（1989年12月6日—），內蒙古人，中国大陆蒙古族女演员，代表作是《封神第二部：战火西岐》。

## 生平
1989年12月6日，那尔那茜出生在内蒙古自治区的蒙古族家庭，2008年通过内蒙古定向委培政策考入上海戏剧学院表演系。毕业后赴挪威留学，其后網上有稱在上海戏剧学院表演系担任助教，亦担任15级表演课专业老师。上海戏剧学院於2025年回应从来没有聘过其为助教。
2011年，那尔那茜便参演第一部电视剧作品《借枪》。2019年，那尔那茜出演第一部电影《特警队》。
2023年，那尔那茜出演了乌尔善执导的古装神话片《封神三部曲》第一部《封神第一部：朝歌风云》的邓婵玉。2025年，那尔那茜继续出演《封神三部曲》第二部《封神第二部：战火西岐》。
2025年6月，那尔那茜因教育经历等相关事宜引发争议。6月21日晚，内蒙古自治区联合调查组发布通报说，那尔那茜曾于2008年在户口所在地呼和浩特市（2011年11月户口随父迁出内蒙古）以呼和浩特第八中学城镇应届生身份参加高考报名，但实际上没有该校就读经历及学籍，其报名材料涉嫌造假。事发后，CCTV-8播出的《长安的荔枝》已无那尔那茜的名字，但腾讯视频播出的版本则没有删除。部分品牌则断绝与那尔那茜的合作，或表示合作已到期。江苏卫视原定于6月24日二轮播出的《长安的荔枝》也因此撤档，原时段改为播出电影，直至翌日宣布《书卷一梦》于6月26日定档播出。

## 作品

### 电影
| 年份 | 名称                 | 角色   | 备注   |
| ---- | -------------------- | ------ | ------ |
| 2019 | 特警队               | 那梅   |        |
| 2023 | 封神第一部：朝歌风云 | 邓婵玉 |        |
| 2024 | 异人之下             | 风莎燕 | [ 10 ] |
| 2025 | 封神第二部：战火西岐 | 邓婵玉 |        |

### 电视剧
| 年份 | 名称       | 角色   | 备注 |
| ---- | ---------- | ------ | ---- |
| 2011 | 借枪       | 幸子   |      |
| 2025 | 长安的荔枝 | 阿弥塔 |      |

### 纪录片
| 年份 | 片名     | 角色   | 备注 |
| ---- | -------- | ------ | ---- |
| 2023 | 封神之路 | 邓婵玉 |      |

### 综艺节目
| 年份 | 片名                          | 备注   |
| ---- | ----------------------------- | ------ |
| 2023 | 封神训练营                    | [ 11 ] |
| 2024 | 梦圆东方·2025东方卫视跨年盛典 |        |

## 外部连接
- 那尔那茜在互联网电影资料库（IMDb）上的資料（英文）
- 那尔那茜的新浪微博
- 那尔那茜在豆瓣上的资料（简体中文）